# یووانا براکوچویچ
یووانا براکوچویچ (سیریلیک صربی: Јована Бракочевић؛ زادهٔ ۵ مارس ۱۹۸۸) مدل و بازیکن والیبال اهل صربستان عضو تیم ملی والیبال زنان صربستان و تیم واکیف بانک است. براکو از ستاره‌های تیم ملی صربستان بهشمار می‌رود که در قهرمانی جهان ۲۰۰۶ مدال برنز را با دیگر اعضای تیم صربستان به دست آورد. قهرمانی اروپا ۲۰۱۱، دو برنز جایزه بزرگ جهان و دو قهرمانی و نایب قهرمانی لیگ اروپا از دیگر افتخارات و دست‌آوردهای او در رده ملی است. در رده باشگاهی نیز با واکیف بانک به مدال طلا قهرمانی لیگ قهرمانان اروپا و مدال طلا جام باشگاهای جهان رسید و در همین سال به عنوان بهترین مدافع روی تور باشگاه‌های جهان انتخاب شد. یووانا یکی از مدل های ورزشی نایک محسوب میشود.